# Щербаков, Сергей Иванович
Сергей Иванович Щербаков — советский технолог мукомольной и крупяной промышленности, предложивший схему трёхсортного помола пшеницы и ржи, лауреат Сталинской премии 2-й степени 1951 года.
Окончил Московскую школу мукомолов (будущий Московский политехникум Министерства заготовок РСФСР).
В 1935 г. упоминается как инструктор-крупчатник Главмуки, в 1945 и 1953 г. — как главный крупчатник ГУ мукомольно-крупяной промышленности («Главмука») Наркомата (Министерства) заготовок СССР.
Также до начала 1960-х гг. преподавал в Московском политехникуме Министерства заготовок РСФСР на мукомольно-технологическом отделении.
В 1938 году предложил схему трёхсортного помола пшеницы с выходом (в процентах) муки 1-го сорта — 44, 2-го сорта — 18, 3-го сорта — 14, отрубей — 21, при отходах в 3 %.
Сталинская премия 2-й степени 1951 года — за разработку и внедрение улучшенного сортового помола пшеницы.
Награждён орденом Отечественной войны II степени (12.07.1945).
Сочинения:
- Братухин, А.М., Щербаков, С. И. Увеличение мучных ресурсов / Под ред. инж. С. Д. Хусида. М. Заготиздат. 1943 г. 40, [2] с.
- Выработка муки из зерна крупяных культур [Текст] / Инж. А. М. Братухин, С. И. Щербаков. — Москва : [б. и.], 1945. — 131 с. : ил.; 25 см.
- Помолы пшеницы и ржи [Текст] / С. И. Щербаков ; Под ред. инж. Б. Н. Хорцева. — Москва : Заготиздат, 1949 (тип. Изд-ва АМН СССР). — 160 с., 4 л. схем. : ил.; 23 см.
- Помолы пшеницы и ржи [Текст] / С. И. Щербаков, лауреат Сталинской премии. — 2-е изд., перераб. и доп. — Москва : Заготиздат, 1953. — 276 с. : схем.; 27 см.